# Salettes (Haute-Loire)
Salettes ist eine französische Gemeinde mit 154 Einwohnern (Stand: 1. Januar 2022) im Département Haute-Loire in der Region Auvergne-Rhône-Alpes; sie gehört zum Arrondissement Le Puy-en-Velay und zum Kanton Mézenc. Die Einwohner werden Salettois genannt.

## Geographie
Salettes liegt etwa 20 Kilometer südsüdöstlich von Le Puy-en-Velay.

### Nachbargemeinden
Umgeben wird Salettes von den Nachbargemeinden Saint-Martin-de-Fugères und Alleyrac im Norden, Présailles im Osten und Nordosten, Issarlès im Osten, Lafarre im Süden, Vielprat im Südwesten, Arlempdes im Westen sowie Goudet im Nordwesten.

## Bevölkerungsentwicklung
| Jahr                       | 1962 | 1968 | 1975 | 1982 | 1990 | 1999 | 2006 | 2017 |
| Einwohner                  | 500  | 419  | 355  | 274  | 190  | 129  | 152  | 136  |
| Quellen: Cassini und INSEE |      |      |      |      |      |      |      |      |

## Sehenswürdigkeiten
- Kirche Saint-Pierre aus dem 12. Jahrhundert, Monument historique seit 1964

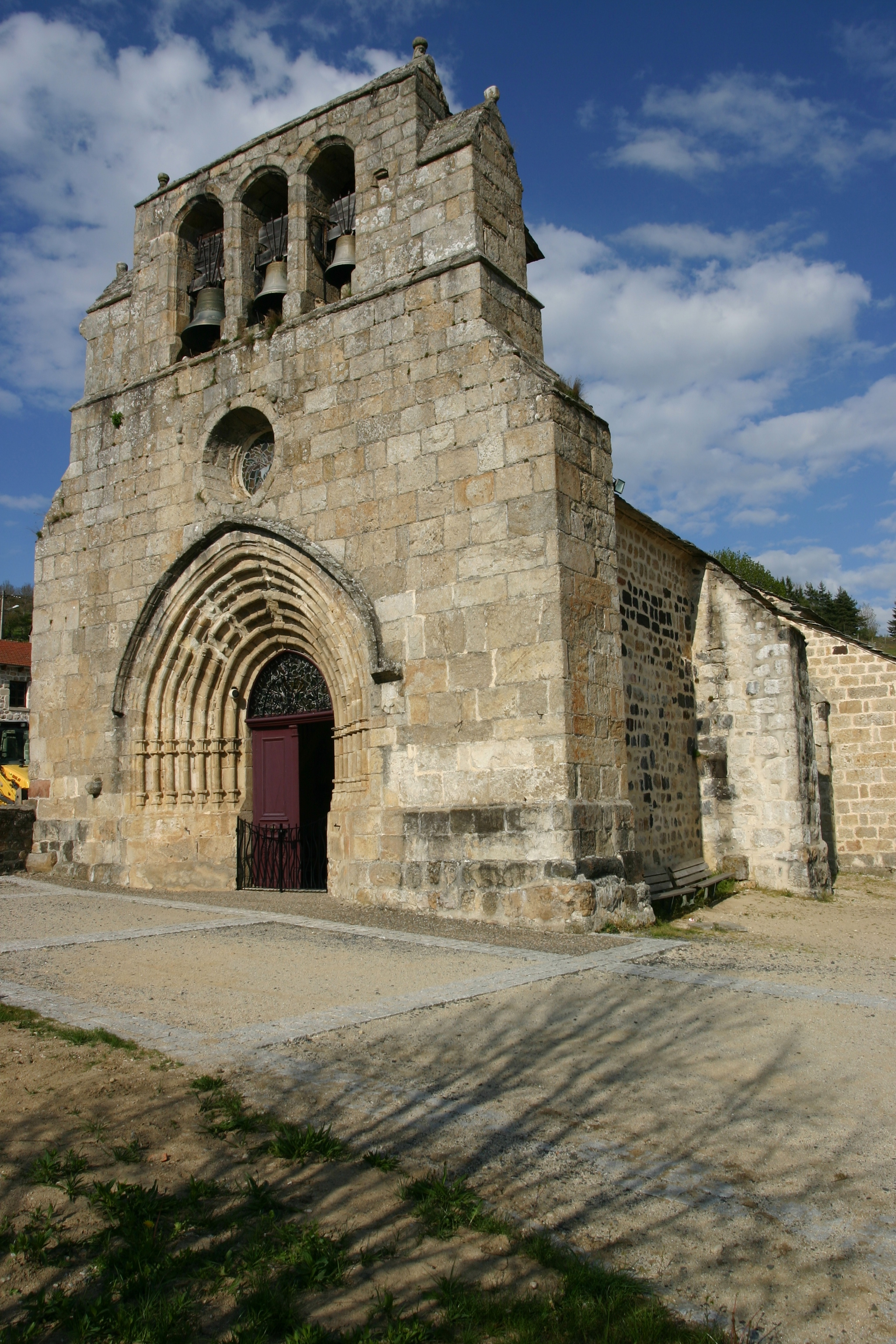
Kirche Saint-Pierre